# تمام حسان
تمام حسان (14 ربيع الآخر 1336 هـ / 27 يناير 1918م - 11 أكتوبر 2011م)، عالم نحوي عربي، صاحب كتاب اللغة العربية معناها ومبناها الذي وضع فيه نظرية خالفت أفكار النحوي الكبير سيبويه. يعد تمام أول من استنبط موازين التنغيم وقواعد النبر في اللغة العربية، وقد أنجز ذلك في أثناء عمله في الماجستير (عن لهجة الكرنك) والدكتوراه (عن اللهجة العدنية) وشرحه في كتابه «مناهج البحث في اللغة» عام 1955. عميد كلية دار العلوم الأسبق وأستاذ علم اللغة الحائز على جائزة الملك فيصل العالمية في اللغة العربية والآداب العام 1426 هـ / 2006م.

## حياته
ولد بقرية الكرنك بمحافظة قنا بصعيد مصر، أتمَّ حفظ القرآن الكريم سنة 1929م، ثم غادر قريته ليلتحق بمعهد القاهرة الأزهري عام 1930م، ليحصل على الثانوية الأزهرية عام 1935م.
وبعدها التحق بكلية دار العلوم عام 1939م وحصل على دبلوم دار العلوم عام 1943م ثم إجازة التدريس عام 1945م، ولم يكد يبدأ الدكتور تمام حسان حياته العلمية معلمًا للغة العربية بمدرسة النقراشي النموذجية عام 1945م، حتى حصل على بعثة علمية إلى جامعة لندن عام 1946م، لينال درجة الماجستير في لهجة الكرنك من صعيد مصر، ثم يحصل على الدكتوراه في لهجة عدن.
وعقب عودة الدكتور تمام من رحلته العلمية عُيِّن مدرسًا بكلية دار العلوم كما انتدب مستشارًا ثقافيًّا للجمهورية العربية المتحدة في العاصمة النيجيرية لاجوس عام 1961م. وحين عاد إلى مصر عام 1965م، شغل منصبي رئيس القسم ووكيل الكلية قبل أن يتولى عمادتها عام 1972م.
أسس د. تمام حسان «الجمعية اللغوية المصرية» عام 1972م، وكان أول رئيس لها وأنشأ أول قسم للدراسات اللغوية بجامعة الخرطوم في السودان، كما أسس بجامعة أم القرى قسم التخصص اللغوي والتربوي وتولّى أمانة اللجنة العلمية الدائمة للغة العربية بالمجلس الأعلى للجامعات المصرية وانتخب عضوًا بمجمع اللغة العربية عام 1980م. أشرف الدكتور تمام على العديد من الرسالات الجامعية في مصر والدول العربية.

## إنجازاته
حين يذكر تمام حسان فلا بد من الإشارة إلى أوليّات اقترنت باسمه.
-أول من استنبط موازين التنغيم وقواعد النبر في اللغة العربية؛ حيث لم تكن مدروسة قبله وكانت تدرَّس فقط في اللغات الأجنبية الرئيسية، وقد أنجز ذلك في أثناء عمله في الماجستير والدكتورا7 وشرحه في كتابه «مناهج البحث في اللغة» عام 1955.
-أول عالم لغوي في العالم يدرس «المعجم» باعتباره نظاما لغويا متكاملا تربطه علاقات محددة وليس مجموعة مفردات أو كلمات كما كان المستقر عالميا؛ فهو الذي نبّه إلى فكرة النظام اللغوي للمعجم، وأن هناك كلمات تفرض الكلمات التي تستعمل معها؛ فهناك أفعال لا بد لها من فاعل وأخرى لا بد أن يكون فاعلها عاقلا.
-أول عالم لغوي عربي يخالف البصريين والكوفيين في دراسة الاشتقاق حين اقترح «فاء الكلمة وعينها ولامها»، كأصل للاشتقاق في حين كان أصل الاشتقاق عند البصرة «المصدر»، وأصله عند الكوفة «الفعل الماضي».
-أول من أعاد تقسيم الكلام العربي على أساس المبنى والمعنى رافضا التقسيم الثلاثي (اسم، فعل، حرف)، وجعل التقسيم سباعيا (اسم، فعل، صفة، ظرف، ضمير، خالفة، حرف) بحسب السلوك النحوي الخاص بكل قسم.
-أول من فرّق بين الزمن النحوي والزمن الصرفي، فقال بالزمن الصرفي الذي هو وظيفة الصيغة المفردة من دون جملة (ماض، مضارع، أمر) والزمن النحوي الذي يختلف عنه وقد يخالفه، مثلما هو الحال في قوله تعالى {لم يكن الذين كفروا من أهل الكتاب...} فهو زمن مضارع صرفيا لكنه ماض نحويا.
-كما كان تمام حسان من أكثر علماء العربية الذي سعوا إلى التضييق على فكرة الشذوذ والندرة وعدم القياس التي اعتادها النحويون، والتي تهدر ميراثا لغويا وتؤدي إلى جمود اللغة؛ فقال بالترخص في القرائن المبنية على تضافر القرائن في إيضاح المعنى وزيادة بعضها عن الحاجة إلى الإفادة، كما كشف عن نوع من الاستعمال يخالف القواعد ولكنه يقاس عليه، وأطلق عليه اسم الأسلوب العدولي.
.

## مؤلفاته
على مدى هذه السنوات الطويلة لم ينقطع عطاؤه العلمي من تأليفٍ وترجمةٍ إضافةً إلى عشرات المقالات والبحوث التي نشرت في الدوريات العربية.
وهنا قائمة بالكتب التي ألّفها وترجمها:
- المعجم العربي الأساسي، (لاروس، 1989) مراجعاً.[2]
- اللغة العربية معناها ومبناها.
- الأصول.
- مناهج البحث في اللغة.
- اللغة بين المعيارية والوصفية.
- الخلاصة النحوية.
- البيان في روائع القرآن - جزئين.
- التمهيد لاكتساب اللغة العربية لغير الناطقين بها.
- مقالات في اللغة والأدب - جزئين.
- مسالك الثقافة الإغريقية إلى العرب (مترجم).
- الفكر العربي ومكانته في التاريخ (مترجم).
- اللغة في المجتمع (مترجم).
- أثر العلم في المجتمع (مترجم).
- النص والخطاب والإجراء (مترجم).
- خواطر من تأمل لغة القرآن الكريم (2006).
- اجتهادات لغوية (2007).
- مفاهيم ومواقف في اللغة والقرآن (2010).
- الفكر اللغوي الجديد (2011).
- حصاد السنين- من حقول العربية (2011).

## جوائز
رغم كثرة أوليات تمام حسان، فإن محصوله من التكريم والشهرة قليل بما لا يوازي ما ناله تلامذته. من أهم الجوائز التي حصل عليها:
- جائزة آل بصير بالمملكة العربية السعودية عام 1984م.
- جائزة صدام عام 1987م.
- جائزة الملك فيصل العالمية 2006م.
- تكريم في المؤتمر الدولي للغة العربية والتنمية البشرية بوجدة، المغرب، 2008م

## وفاته
توفي في صباح يوم الثلاثاء 11 أكتوبر 2011م بعد مرض قصير وعملية جراحية بالمخ رحم الله الفقيد وتغمده برحمته وأدخله جناته.